# 洛迪 (密西西比州蒙哥馬利縣)
洛迪（英語：Lodi）是位於美國密西西比州蒙哥馬利縣的非建制地區。

## 歷史
洛迪的郵局於1849年設立，其後於1969年停運。當地於1900年時有人口29人。

## 地理
洛迪所處的海拔為高於海平面143米（即469英呎），而該地所採用的時區為UTC-6，即北美中部時區（CST）。同時該地設有夏令時間，為UTC-6調快一小時，即UTC-5（CDT）。